# Андараб
Андара́б (дари اندراب Andarāb) — район провинции Баглан (Афганистан). Административный центр — город Андараб. Население 47 000 чел.

## Расположение
Расположен в южной части провинции Баглан (Северо-восток Афганистана).

## Население
Преобладающей этнической группой являются таджики.

## Инфраструктура и полезные ископаемые
Дома строятся из кирпича и грязи. Дороги находятся в плохом состоянии. Есть залежи малахита и других минералов, в том числе пирита, халькопирита, биотита, мусковита.